# 奈伊拉證詞
奈伊拉證詞（英語︰The Nayirah testimony）指的是在1990年10月10日，一名15歲名叫奈伊拉的少女在美國國會人權預備會議上提供虛假證詞，以塑造伊拉克入侵科威特時有犯下不人道暴行。當時她在會議上的名字是奈伊拉（Nayirah），因此得名。該證詞後經美國媒體廣泛宣傳，時任美國總統喬治·H·W·布什多次引用證詞來合理化美國參與第一次海灣戰爭的決定。
1992年，海灣戰爭後的一年，作家約翰‧麥克阿瑟（John R. MacArthur）揭發奈伊拉的姓氏是Al-Ṣabaḥ，是當時駐美國的科威特大使納賽爾·阿斯瓦德·薩巴赫的女兒。她的證詞被指是由科威特政府及偉達公共關係顧問公司背後支持的「解放科威特給人民」行動所策劃的，借此提供假證供引導輿論，讓美國政府得到公眾支持參與戰爭。此一事件後來被視作暴行宣傳的現代典型例子。
奈伊拉以流利的英語在發表會上熱淚盈眶自稱在科威特擔當志願護士時親眼目睹「伊拉克軍手持槍械來到醫院，將嬰兒從恆溫箱中取出以搶掠恆溫箱，任由嬰兒在冰冷的地板上自生自滅。(...)我慶幸自己已經滿15歲，足夠年長牢記科威特被薩達姆·侯賽因摧毀前的面貌、又夠年輕去重建她。」起初國際特赦組織及其他科威特逃亡者都異口同聲對伊拉克軍作出相同的指控，伊拉克軍敗退後外國記者得以進入科威特現地採訪，美國ABC新聞記者訪問了當地科威特人指的確有嬰兒在戰亂間遇害，但伊拉克軍幾乎不可能有搶掠恆溫箱的理由令數百名嬰兒死去。國際特赦組織其後改口並指責老布殊政府是投機主義及操控國際人權運動。

## 反應

### 最初反應
奈伊拉的證詞被媒體廣泛宣傳，錄製了聽證會的偉達公共關係顧問公司向 MediaLink 發送了視頻新聞稿，MediaLink 是一家為美國約 700 家電視台提供服務的公司。當晚，證詞在ABC新聞的 Nightline 和 NBC Nightly News 播出，估計有 35 至 5300 萬美國人收聽。七名美國參議員在支持對伊拉克使用武力的演講中引用了納伊拉的證詞。在接下來的幾周里，布什總統至少重複了這個故事十次， 她對「暴行」的描述激起了美國人支持參與海灣戰爭的輿論。
伊拉克政府否認了這些指控。10月16日，時任伊拉克新聞部長拉蒂夫·納西夫·賈西姆（Latif Nassif al-Jassem）說︰「作為超級大國的總統，布什必須仔細權衡用語，而不是像小丑一樣只在重複他被告知的話。1990年10月21日，在伊拉克新聞部官員陪同下的記者訪問科威特，科威特一家產科醫院的醫生否認了恆溫箱指控。在訪問中，負責人阿卜杜勒-拉赫曼·穆罕默德·烏蓋利指，在伊拉克入侵後，巴格達已派出1000名醫生和其他醫療人員幫助管理科威特的14家醫院和保健中心。